# Aristolochia boosii
Aristolochia boosii е вид растение от семейство Копитникови (Aristolochiaceae). Видът е застрашен от изчезване.

## Разпространение
Видът е ендемичен за Тринидад и Тобаго.